# Baila con las estrellas
Baila con las estrellas, la versión peruana de Bailando con las estrellas, estrenó su primera temporada el 11 de noviembre de 2005, bajo la conducción de Rebeca Escribens, quien regresó a la televisión peruana luego de pasar tres años apartada del medio. 
Los programas se anunciaron como parte de la programación estelar del canal e incluyeron a celebridades televisivas. El formato se emitió los días viernes a las 9 p. m. por la cadena Panamericana Televisión en vivo y en directo desde los estudios Monitor, ubicados en el distrito limeño de San Borja. 
Una segunda temporada, en la que representaron a instituciones de caridad, se realizó en 2006, siendo la ganadora el cuerpo general de bomberos.
En la última temporada, también en 2006, se realizó una edición especial con los concursantes  de la gala.

## Participantes

### Temporada 1 (2005)
- Marcelo Oxenford
- Yvonne Frayssinet
- Viviana Rivasplata
- Guillermo Zavala
- Marco Zunino
- Maricielo Effio
- Adriana Zubiate

### Temporada 2 (2006)
- Julio Andrade
- Karina Calmet
- Ismael La Rosa
- Susan León
- Maricarmen Marín
- Bettina Oneto
- Carla Barzotti
- Ugo Plevisani
- Cristián Suárez

## Ganadores
- Primera Temporada: Maricielo Effio[7][8]
- Segunda Temporada: Ismael La Rosa[9]
- Tercera Temporada: Manolo Rojas